# Торнтон (Тексас)
Торнтон (енгл. Thornton) град је у америчкој савезној држави Тексас. По попису становништва из 2010. у њему је живело 526 становника.

## Демографија
Према попису становништва из 2010. у граду је живело 526 становника, што је 1 (0,2%) становника више него 2000. године.
| Група             | 2000.       | 2010.       |
| Белци             | 437 (83,2%) | 437 (83,1%) |
| Афроамериканци    | 34 (6,5%)   | 20 (3,8%)   |
| Азијати           | 1 (0,2%)    | 1 (0,2%)    |
| Хиспаноамериканци | 42 (8,0%)   | 61 (11,6%)  |
| Укупно            | 525         | 526         |